# Rebel Raiders: Operation Nighthawk
Rebel Raiders: Operation Nighthawk est un jeu vidéo de combat aérien développé par Kando Games et édité par XS Games, sorti en 2006 sur Windows, Wii et PlayStation 2.

## Accueil
- GameSpot : 5,4/10 (PS2)[1] - 3,5/10 (Wii)[2]
- IGN : 5/10 (PS2)[3] - 4/10 (Wii)[4]